# René-Robert Cavelier de La Salle
Pour les articles homonymes, voir Cavelier et La Salle.

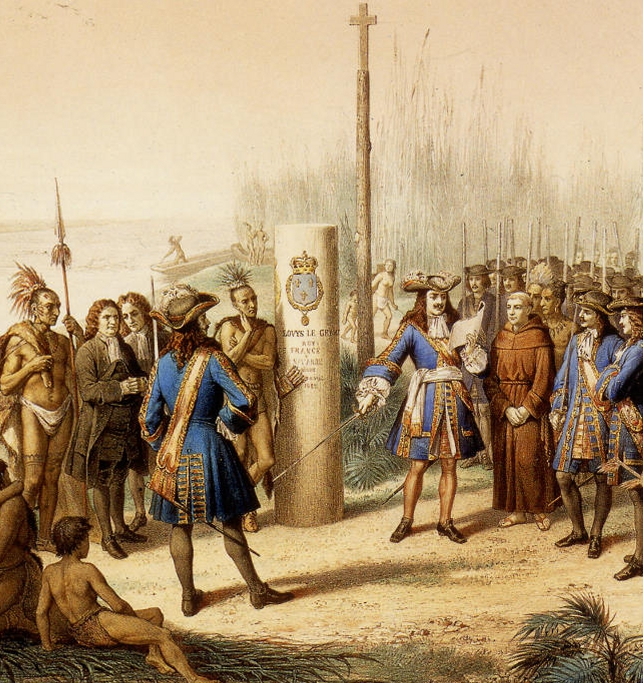
Prise de possession de la Louisiane par La Salle au nom du roi de France.

René-Robert Cavelier de La Salle est né à Rouen, province de Normandie, le 21 novembre 1643, et mort assassiné le 19 mars 1687 près de Navasota, au sud-ouest de la colonie française de Louisiane, dans l’actuel État américain du Texas.
Explorateur-voyageur, il a parcouru la région des Grands Lacs des États-Unis et du Canada actuels, puis le fleuve Mississippi, et a ainsi découvert les territoires situés entre la vallée du Saint-Laurent et le delta du Mississippi.

## Biographie

### Jeunesse et études
René-Robert Cavelier, fils de Jean Cavelier, un commerçant prospère, et de Catherine Geest, a hérité le nom de « de La Salle » d'une propriété familiale près de Rouen, ou plus vraisemblablement, de sa grand-mère maternelle, Catherine de Lasalle, épouse de Robert Geest, un employé de la recette des vendeurs de poisson. Nicolas Geest, son parrain, et Marguerite Morice, sa marraine, l'ont accompagné lors de son baptême. Il a fait ses études au collège des jésuites de Rouen, aujourd'hui connu sous le nom de lycée Pierre Corneille, avant d'entrer en 1658 dans le noviciat de la Compagnie de Jésus. En 1660, il prononce ses vœux au sein de l'ordre. Ses études se poursuivent de 1660 à 1662 au collège Henri-IV de La Flèche où il approfondit la logique et la physique pendant deux ans, puis il enseigne en tant que professeur de cinquième à Alençon, de 1662 à 1663. Il revient au collège de La Flèche pour étudier les mathématiques pendant une année supplémentaire, de 1663 à 1664. De 1664 à 1666, Cavelier enseigne à Tours et à Blois. Cependant, en 1667, il demande à être relevé de ses vœux pour des raisons d'« infirmités morales », requête qui lui est accordée le 27 mars de cette année. Son entrée dans l'ordre des jésuites avait été initialement motivée par le désir de faire plaisir à son père.

### Premier voyage

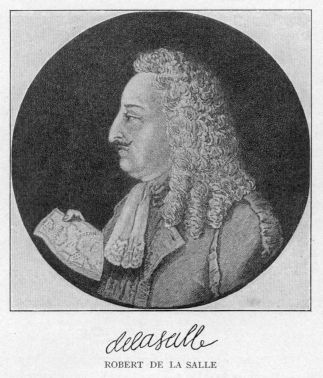

Il entreprend alors son premier voyage en Amérique et débarque en 1667 en Nouvelle-France, à Montréal où son frère Jean, un prêtre de Saint-Sulpice, était arrivé l’année précédente. Il occupe une terre au sud-ouest de l’île de Montréal qu’il nomme « Saint-Sulpice », mais que les habitants nomment « La Chine » pour se moquer de son désir de trouver un itinéraire pour aller en Chine.
En 1669, il finance une petite expédition qui explore les lacs Ontario et Érié. Son groupe était composé de neuf canots, et comprenait les sulpiciens Dollier de Casson et Bréhant de Galinée. Selon la biographe Céline Dupré, « La Salle prit prétexte de son mauvais état de santé pour quitter, le 1er octobre 1669, Dollier et Galinée, et, dit-il, retourner à Montréal. On s’interroge encore sur le mobile véritable de cette décision. Officiellement, l’explorateur était malade et craignait, en raison de son inexpérience et de celle de sa troupe, de passer l’hiver en forêt. Pourtant, si plusieurs de ses hommes retournèrent à Ville-Marie, La Salle, lui, continua de voyager. »
Céline Dupré s'interroge alors: « En quelles régions ? Voilà la question qui a fait couler beaucoup d’encre et qui n’est pas la moins confuse de toute l’historiographie du Canada. On a prétendu qu’en 1669–1670, La Salle avait exploré l’Ohio. En tout cas, on sait très peu de choses certaines sur les déplacements de La Salle à l’époque qui nous occupe (octobre 1669 à août 1670). ».
« Quoi qu’il en soit, écrit Céline Dupré, il est indubitable que La Salle revint à Québec, n’ayant découvert ni l’Ohio ni le Mississipi, entre le 18 août 1670, date du retour de Jean Talon dans la colonie, et le 10 novembre suivant, date d’une lettre où Talon rapporte qu’il a envoyé La Salle du côté du Sud, pour trouver « l’ouverture au Mexique » ».
En 1673, le nouveau gouverneur Louis de Buade de Frontenac, souhaite assurer l'expansion de la colonie. Il charge La Salle de fonder un fort qui protégera la future route commerciale. En 1674, il établit le fort Cataracoui (maintenant Kingston) sur le lac Ontario en tant que premier élément d’une entreprise de commerce de fourrures (peaux de castor). Il part ensuite pour la France (1674-1675), voyage au cours duquel il reçoit, avec l’appui de Frontenac, non seulement une concession pour le commerce de fourrures, avec la permission d’établir des forts de frontière, mais également des lettres patentes d'anoblissement,. Il parvint également à se faire concéder le fort Cataracoui, qu'il rebaptisa fort Frontenac. En 1677, il est de retour en France. Il obtient l'autorisation de faire deux établissements, l'un à l'entrée du lac Érié, l'autre à la sortie du lac des Illinois (Michigan). Le roi lui permettra même, le 12 mai 1678, « de découvrir la partie ouest de l’Amérique du Nord comprise entre la Nouvelle-France, la Floride et le Mexique ».

### Deuxième voyage

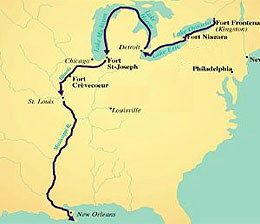
Voyage du fort Frontenac à l'embouchure du Mississippi.

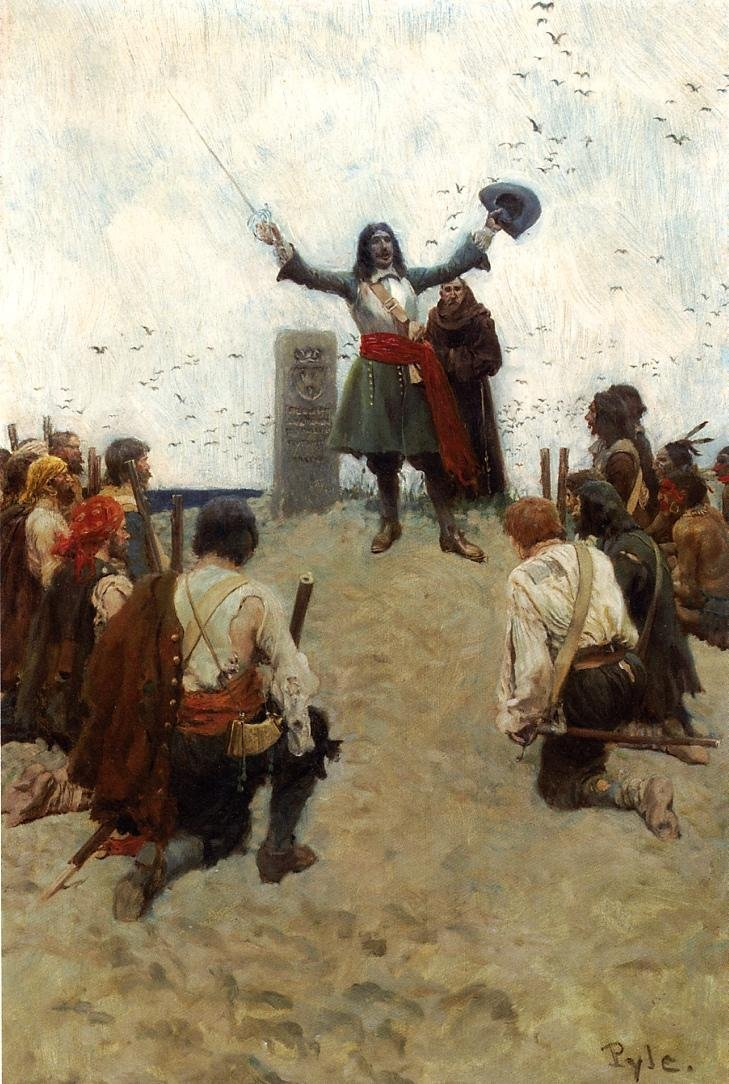
Cavelier de La Salle prend possession de la Louisiane au bord du Mississippi.

À son retour en Nouvelle-France en septembre 1678, il est accompagné de Henri de Tonti, qui se joindra à ses explorations. Le 7 août 1679, La Salle appareille sur Le Griffon, que lui et Tonti ont construit au fort Conti, près des chutes du Niagara. Devenant les premiers Européens à naviguer sur les Grands Lacs, ils voguent jusqu’au lac Érié et sur le lac Huron puis redescendent au sud jusqu’au fond du lac Michigan.
Le 1er novembre 1679, La Salle fonde un fort à l’embouchure de la rivière Saint-Joseph, aujourd’hui la rivière Michigan, et attend là l’arrivée d’une équipe menée par Tonti, qui a traversé la péninsule à pied. Tonti arrive le 20 novembre, et le 3 décembre l’équipage entier remonte la Saint-Joseph, jusqu’à traverser par un portage à la tête de la rivière Kankakee, près de South Bend, en Indiana, qu’il redescend jusqu’à la rivière Illinois, où on établit, à partir du 15 janvier 1680, le fort Crèvecœur près de l’actuelle Peoria.
La Salle décide alors de se rendre à pied jusqu'au fort Niagara avec trois hommes. Lorsqu'il finit par y arriver, il découvre le fort brûlé et apprend la perte d’un navire qui pourrait être Le Griffon. Il repart et atteint finalement le fort Frontenac le 6 mai : « Après un voyage de près de cinq cents lieues et le plus pénible que jamais aucun Français ait entrepris dans l’Amérique. » Pendant ce temps, Louis Hennepin suit l’Illinois jusqu’à sa jonction avec le Mississippi, mais est capturé lors d’une guerre entre Sioux et transporté au Minnesota. Pendant l’absence de La Salle, les soldats du fort Crèvecœur se mutinent et bannissent Tonti, que La Salle avait laissé à la direction du fort. La Salle capturera les mutins sur le lac Ontario et retrouvera par la suite Tonti en mai 1681 à Michilimackinac, aujourd'hui appelée Mackinaw.

#### Exploration du Mississippi
En décembre 1681, La Salle rassemble ensuite son équipage pour une nouvelle expédition. Laissant, en janvier 1682, le fort Crèvecœur avec vingt-trois Français et dix-huit Amérindiens, il atteint le confluent du Mississippi le 6 février 1682. Le 6 avril, l'expédition est en vue du golfe du Mexique. Le 9 avril, il prend possession de ces vastes territoires au nom de la France et leur donne le nom de Louisiane en l’honneur du roi Louis XIV qui, peu reconnaissant, écrira au gouverneur de La Barre que cette découverte est « fort inutile et qu’il faut dans la suite empêcher de pareilles découvertes », même s’il lui ordonne d’y retourner et d’y implanter une colonie. À l’embouchure du Mississippi, près de l’actuelle Venice en Louisiane, La Salle enterre une plaque de cuivre gravée et érige une croix revendiquant le territoire pour la France.
En 1683, sur son voyage de retour, il établit un nouveau fort (Saint-Louis) à la « roche affamée » sur le fleuve Illinois, pour remplacer le fort Crèvecœur. Tonti dirige le fort tandis que La Salle retourne une fois de plus en France afin de réunir des moyens pour une nouvelle expédition, dans le but d'installer un comptoir en Louisiane, à l'embouchure du Mississippi pour faciliter la conquête du Mexique.

### Troisième voyage
La Salle va donc vendre au roi son projet d’établissement en Louisiane en présentant l'établissement qu’il veut fonder comme la meilleure base pour l’invasion des colonies espagnoles. Pour ce faire, il ira même jusqu'à falsifier la géographie du Mississippi et à présenter à la cour un projet mensonger. Louis XIV, à qui l'Espagne vient de déclarer la guerre en octobre 1683, lui apporte finalement son soutien en avril 1684.
Si ce mandat royal est le moyen pour un La Salle couvert de dettes de faire financer son expédition, la motivation réelle de l'explorateur est sa soif de richesse et de grandeur. La Salle quitte donc le port de La Rochelle le 24 juillet 1684 avec le titre de gouverneur de la Louisiane et à la tête d’une expédition composée de quatre bateaux et près de 300 personnes parmi lesquels des soldats, des artisans, six missionnaires, huit commerçants, et plus d'une douzaine de femmes et d'enfants,. Louis XIV lui a accordé le navire de guerre le Joly et une longue barque — sorte de corvette ou de petite frégate — La Belle. La Salle doit cependant louer, pour apporter les vivres et les fournitures de l’expédition deux autres navires : la frégate L'Aimable et le ketch Le Saint-François. Le navire principal, le Joly, est surchargé, par la faute de La Salle : « le Joly qui était conçu pour un équipage de 125 personnes en avait 240 à son bord, sans parler des marchandises de l’entrepont, qui « occupoient les postes des soldats et matelots », les obligeant à « passer tout le voyage sur le pont d’en haut, le jour au soleil et la nuit à la pluye. » »

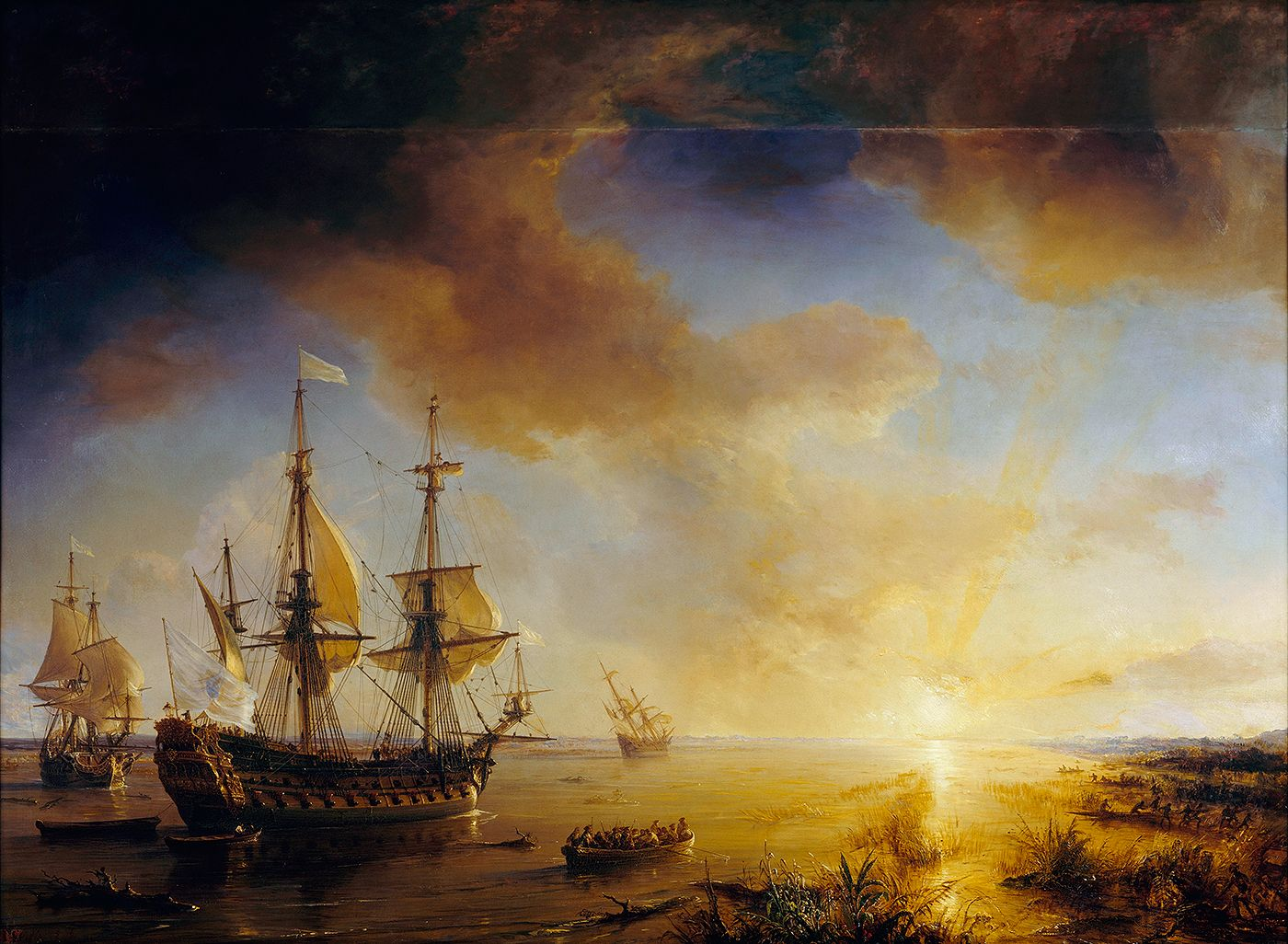
Expédition de Robert Cavelier de La Salle à la Louisiane en 1684, peint en 1844 par Théodore Gudin. La Belle est sur la gauche, Le Joly au centre et L'Aimable est échoué à droite.

 Au fil de la traversée, les choses n'allèrent pas en s'améliorant : « l’encombrement extraordinaire du Joly, la chaleur, la lenteur de la navigation et le manque d’eau potable ne tardèrent pas à produire leur effet. Une cinquantaine de personnes, La Salle compris, tombèrent malades. On décida donc, le 18, de se hâter vers Saint-Domingue. Pourtant, au lieu de s’arrêter à Port-de-Paix tel que convenu, Beaujeu [le commandant du Joly], croyant peut-être pouvoir profiter d’un bon vent, cingla vers le Petit-Goave (aujourd’hui en Haïti) qu’il n’atteignit, hélas ! que dix jours plus tard. Peu après avoir touché terre, le découvreur fut pris d’un violent accès de fièvre et délira durant sept jours. »
L’expédition sera malmenée par des attaques de pirates, et accumulera les erreurs de navigation. Le Saint François tombe aux mains de corsaires espagnols aux Indes occidentales, au large d'Hispaniola. Le 25 novembre, les trois navires restants quittent le Petit-Goave (aujourd’hui en Haïti). Ils accostent finalement sur la côte du golfe du Mexique. Mais La Salle ne reconnaît pas l’endroit où il se trouve. La navigation de l'époque est imprécise et si la détermination de la latitude est à peu près correcte, celle de la longitude, en l'absence de chronomètres précis qui n'apparaîtront qu'au XVIIIe siècle, est très déficiente. L'explorateur, qui était à l'ouest de l'embouchure du Mississippi, croit qu'il avait dérivé vers l'est.
Mettant le cap à l'ouest, longeant la côte, la flottille arrive près de la baie de Matagorda au Texas. La Salle décide d'y faire relâche. « Puis on passa plusieurs jours à chasser et à explorer le littoral, sans pouvoir acquérir de certitude sur l’endroit exact où l’on avait abordé. Perplexe, La Salle tenta pourtant de se faire croire qu’il était parvenu à l’embouchure d’une des descharges du Mississipi. »
Lors de la manœuvre pour entrer dans cette baie L'Aimable s'échoue sur un banc de sable, et coule. La quasi-totalité de sa cargaison est perdue. Le commandant Tanguy Le Gallois de Beaujeu, capitaine de la marine royale commandant le Joly, dont la mésentente avec La Salle fut patente tout au long de l'expédition, décide de rentrer en France. Il fait débarquer le chargement du Joly et retourne en Europe en mars 1685 avec à son bord du personnel qui fait défection. À son arrivée en France, il prédit l’échec fatal et suicidaire de l’expédition de La Salle. Celle-ci ne compte alors plus qu’un navire, La Belle, et 180 personnes sur les 300 embarqués à La Rochelle quelques mois plus tôt.

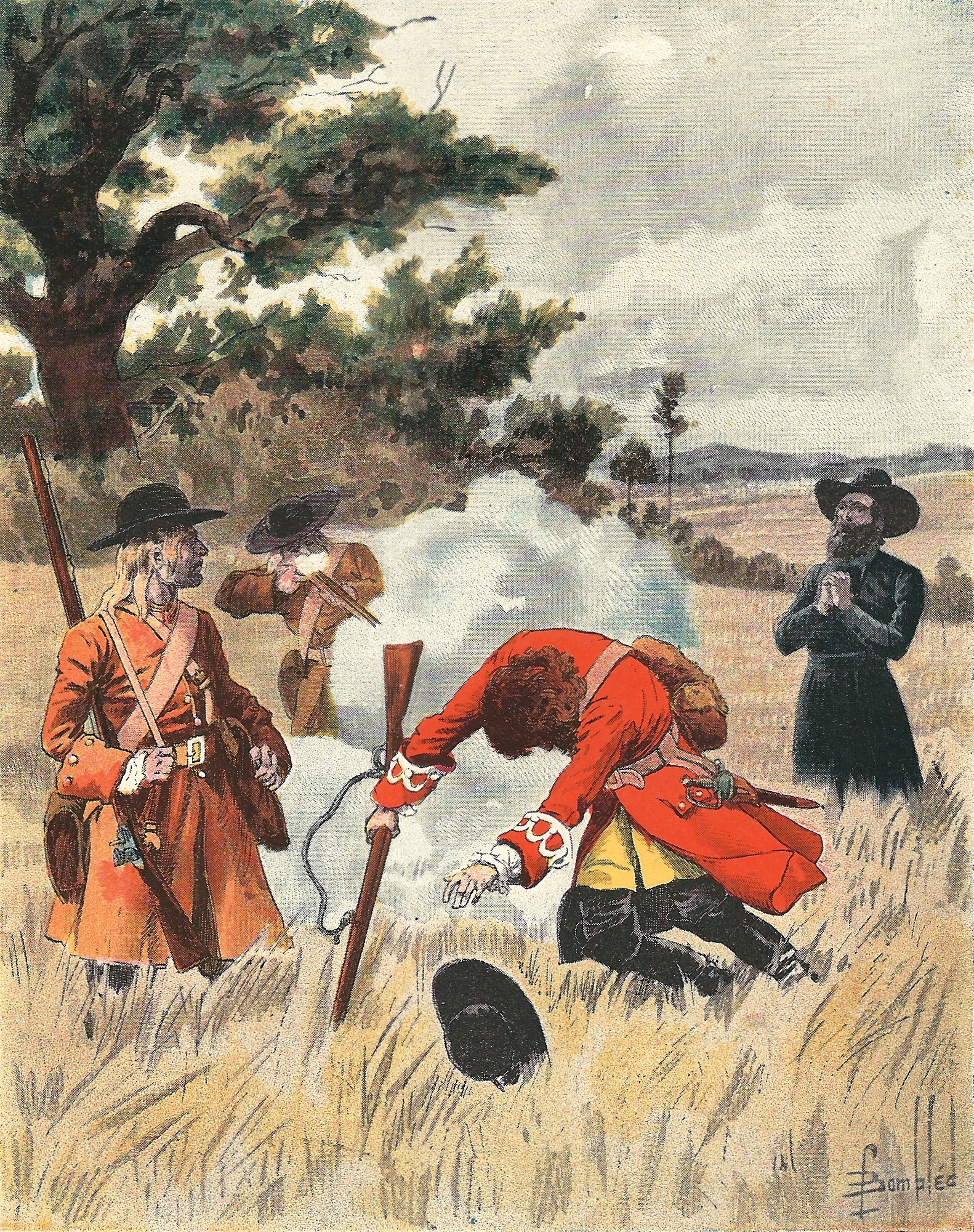
Assassinat de Cavelier de La Salle.

Les membres restants de l'expédition sont finalement contraints d'établir un fort — le fort Saint-Louis — près de Victoria au Texas. De là, La Salle mène avec opiniâtreté des recherches vers l’est pour essayer de retrouver le Mississippi. Malheureusement pour lui, il est à plus de 600 km du fleuve. Et ses tentatives infructueuses se heurtent surtout à des Amérindiens hostiles, aux désertions, à la malnutrition, et aux morts accidentelles. En février 1686, son dernier navire, La Belle, s'échoue dans la baie de Matagorda, en raison de l'ivresse du pilote. Après deux années longues et difficiles qui voient la colonie de 180 âmes réduite à 40 personnes dont 7 enfants, La Salle décide de tenter le destin. Il quitte le campement en direction des Illinois, accompagné de 16 hommes, parmi eux son frère aîné Jean Cavelier, prêtre de son état, Colin Crevel de Moranger, le neveu de La Salle, et Henri Joutel, son homme de confiance. Mais des hommes se mutinent et La Salle est assassiné le 19 mars 1687, près de Navasota.
Les derniers membres de la colonie survivent jusqu’en 1688, quand les Amérindiens de Karankawa massacrent les 20 adultes restants et prennent cinq enfants comme captifs. Henri Joutel, ayant survécu à la mutinerie qui coûta la vie à La Salle, poursuit la route accompagné de Jean Cavelier et de 5 autres hommes jusqu'au fort Michillimakinac, où ils sont accueillis par Lahontan le 6 mai 1688, puis jusqu'à Québec, où la majeure partie d'entre eux s’arrête. Quand il apprend le destin de l’expédition, Tonti envoie des missions de recherche en 1689, mais aucun survivant n'est retrouvé.
Le récit principal du déroulement de cette expédition provient du journal de bord d'Henri Joutel, considéré par les historiens comme la source la plus objective d'information sur le sujet. Le frère de LaSalle, Jean Cavelier, a également fourni un bref rapport de leur voyage de retour.

## La perte des territoires

Carte des territoires ayant constitué la Nouvelle-France (en bleu) avant 1763.

La Salle avait ouvert un immense territoire à la souveraineté de Louis XIV au centre de l'Amérique du Nord. La Nouvelle-France canadienne et la rive gauche du Mississippi ont été perdues au profit de l'Angleterre en 1763, à la fin de la guerre de Sept Ans. La rive droite du Mississippi et la Nouvelle-Orléans ont été cédées en 1762 à l'Espagne lors du traité de Fontainebleau. En 1800, la France récupère la Louisiane des Espagnols lors du traité de San Ildefonso. Le 18 décembre 1803, la Louisiane est vendue aux États-Unis par Napoléon Bonaparte. Quinze États des États-Unis d'Amérique ont été, complètement ou partiellement, taillés dans l'ancien territoire attribué à la Louisiane française.

## De nos jours

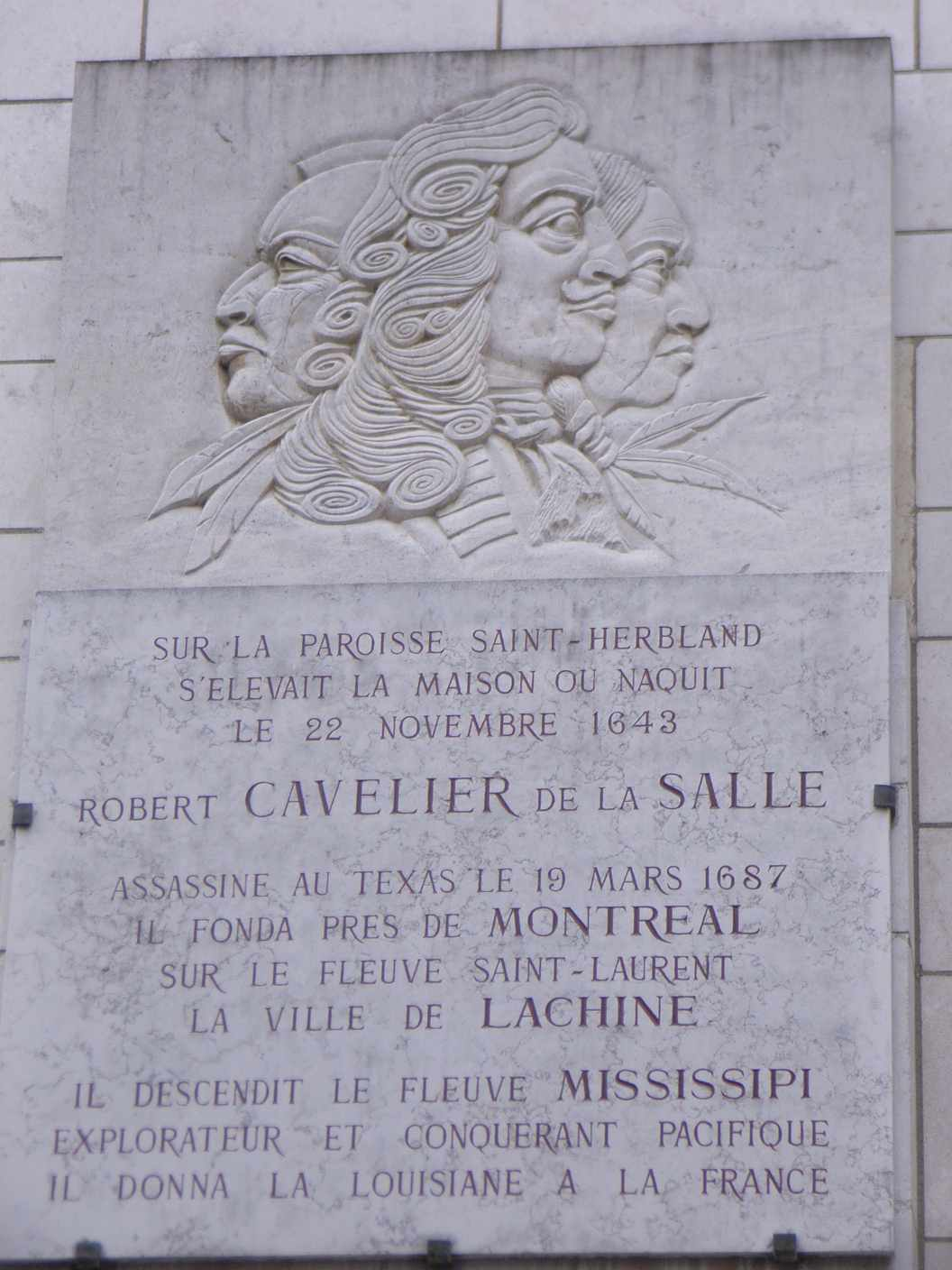
Plaque commémorative à Rouen.

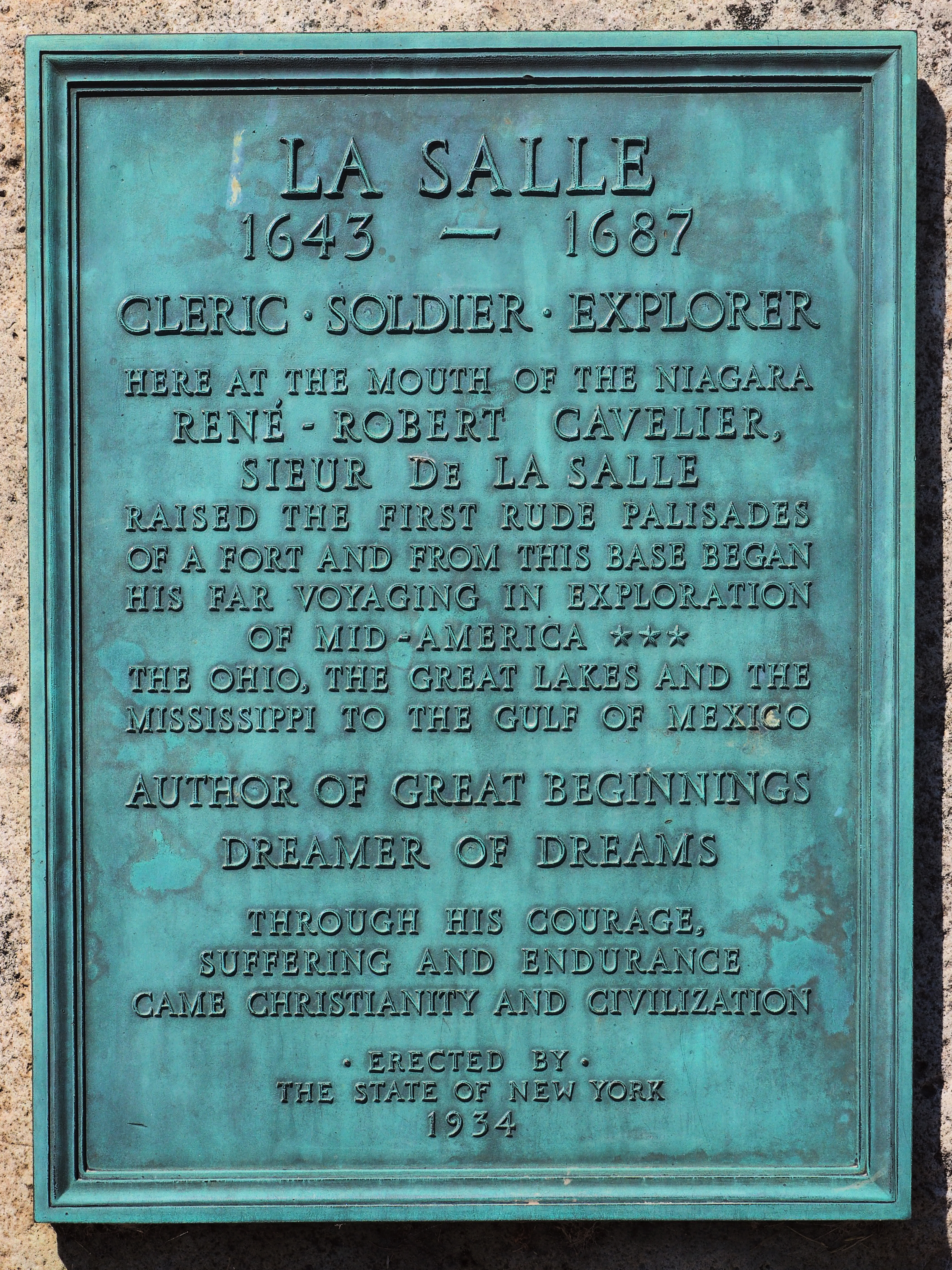
Plaque commémorative à la mémoire de LA SALLE 1643-1687, État de New York, datée de 1934, au fort Niagara.

L'épave du dernier bateau de La Salle, la longue barque La Belle, dont l'emplacement figurait sur les cartes anciennes espagnoles et françaises, a été redécouverte dans la vase de la baie de Matagorda en 1995. Les restes de l'épave et du matériel à bord qui ont été remontés sont présentés sur différents sites au Texas au titre d'un prêt de 99 ans effectué par la France.
La propriété de la France des restes de La Belle a dû en effet être réaffirmée par un accord entre les États-Unis d'Amérique et la France, signé à Washington le 31 mars 2003, et qui a fait l'objet du décret 2003-540 du 17 juin 2003, publié au Journal officiel de la République française le 24 juin 2003, p. 10 560.
De nombreux endroits ont été nommés en l'honneur de La Salle, comme l'arrondissement de LaSalle de la ville de Montréal où se trouve une école secondaire qui porte son nom, l'école secondaire Cavelier-de-LaSalle.
LaSalle, une ville de l'État de l'Illinois aux États-Unis, aussi nommée en son honneur, ainsi qu'une importante rue de Chicago, LaSalle Street (en).
Une petite rivière du Manitoba qui se jette dans la Rivière Rouge à Saint-Norbert porte le nom de La Salle River. Un petit village au sud de Winnipeg porte aussi le nom de La Salle (en).
En 1927, Alfred P. Sloan, le président de la General Motors, baptise la marque automobile « LaSalle » en son honneur. La marque est produite jusqu'en 1940, en tant que sous-marque de Cadillac.
L'auteur-compositeur-interprète québécois Alexandre Belliard a composé une chanson en l'honneur de Cavelier de La Salle dans son projet culturel Légendes d'un peuple.
Le groupe des Scouts et Guides de France de Cherbourg-en-Cotentin porte son nom en son honneur.
Un buste de Cavelier de La Salle, réalisé par Jean-Marc de Pas, est posé sur le pont Corneille à Rouen, parmi d'autres bustes de navigateurs célèbres signés par le même artiste.
À Paris, le jardin des Grands-Explorateurs Marco-Polo et Cavelier-de-la-Salle lui rend hommage.

## Cavelier de La Salle dans la littérature
La littérature a laissé assez peu de place à Cavelier de La Salle et ses explorations. Le récit La Saveur salée du Mississippi de Gilbert Thorlacky présente une version romancée de son existence jusqu'à sa découverte de la Louisiane en 1682. Une autre version moins romancée est l'oeuvre éponyme de Maurice Constantin-Weyer en 1927.
Le roman En canot sur les chemins d'eau du Roi, de Jean Raspail, paru en 2005, retrace les explorations de Cavelier de La Salle. L'auteur propose dans le livre une localisation du Griffon qu'il a lui-même identifiée lors de son expédition en 1949.